# Vier große Erfindungen des alten Chinas

Papierherstellung

Die vier großen Erfindungen Chinas (chinesisch 四大發明, Pinyin sìdà fāmíng) sind die größten Errungenschaften aus der Kultur des alten Chinas, die die Entwicklung der Menschheit in den letzten Jahrtausenden mitgeprägt haben. Zu diesen werden das Papier, der Buchdruck, das Schwarzpulver und der Kompass gezählt.
- Das Papier (chinesisch 纸, zhǐ) wurde dem chinesischen Kaiser der Han-Dynastie von Cai Lun vorgestellt.
- Am Anfang der Druckkunst stand ein Holzschnitt-Verfahren mit ganzen Platten, das während der Tang-Dynastie entwickelt wurde. Der Druck mit beweglichen Lettern (活字印刷, huózì yìnshuā) wurde von dem Druckarbeiter Bi Sheng in der Song-Dynastie erfunden. Er verwendete Zeichen aus Tonerde, die später durch Holz und Zinn ersetzt wurden. Die europäische Druckkunst mit beweglichen Lettern  entwickelte sich unabhängig von der chinesischen und wurde im 15. Jahrhundert von Johannes Gutenberg erfunden.
- Das Schwarzpulver (火药 / 火藥, huǒyào) verwendeten die Chinesen auch für Feuerwerkskörper, indem sie Bambusröhren mit Pulver füllten. Das Feuerwerk sollte böse Geister vertreiben oder wurde bei Festen einfach so zum Spaß gezündet.
- Der Magnetkompass (指南针 / 指南針, zhǐnán zhēn) wird in China das erste Mal im 4. Jahrhundert v. Chr. bezeugt. Europa übernahm den Kompass um 1190 von den Chinesen.